# Antoine Grivolas
Pour les articles homonymes, voir Grivolas.
Antoine Grivolas né le 13 juin 1843, est le frère cadet de Pierre Grivolas (1823-1906). Né comme lui à Avignon, il suit les traces de son aîné et se passionne pour la peinture. Il meurt à Golfe-Juan le 30 octobre 1902.

## Biographie

### Le peintre des fleurs

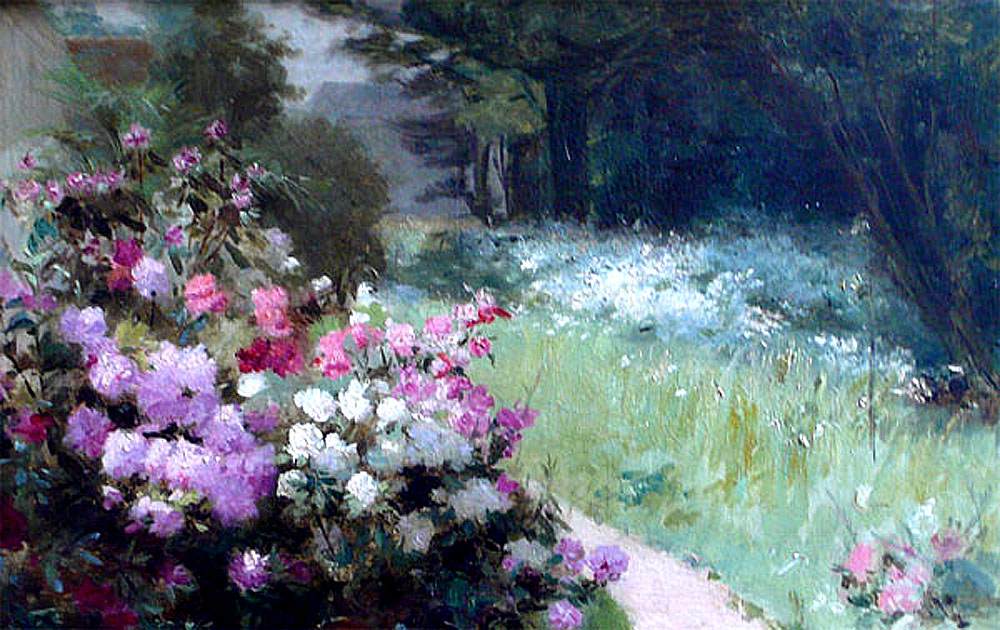
Coin de jardin

Il séjourna longtemps sur la Côte d'Azur où il se fit une réputation en peignant les fleurs. Puis à Paris, où il eut comme ami Laurent Tailhade et reçut Alphonse Daudet qui séjourna chez lui du 1er au 8 juin 1884. Quant à son ami Tailhade, il lui dédicaça à la parution son poème Fleurs d'Ophélie, le 17 août 1884

### La villa du Chêne Vert

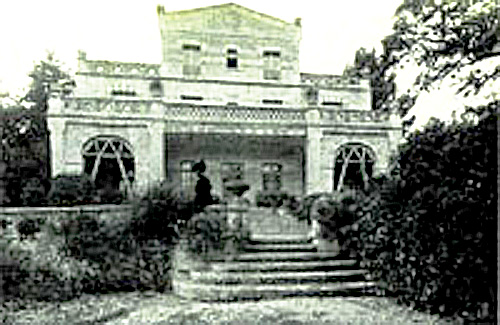
Villa du Chêne Vert

Nicolas de Semenow, un comte russe, ami des félibres, tomba amoureux de la région d'Avignon et acquit aux Angles, une garrigue avec l'intention de s'y faire construire une somptueuse villa. Entre 1866 et 1868, il fit appel aux frères Grivolas. Antoine fut chargé de l’architecture et Pierre de la décoration. Cette villa fut appelée le Chêne Vert et devint un des lieux de rencontre privilégiés des félibres provençaux et catalans.

### Le peintre du Ventoux
Cette collaboration fraternelle allait être renouvelée. Après avoir participé à l''Exposition Universelle et Internationale de Lyon de 1894, avec Paul Saïn, Claude Firmin et Jules Flour, Antoine rejoignit Pierre à Avignon pour s'installer, au cœur même du mont Ventoux dans la « Bergerie du Rat » puis à la « Combe de Clare ». Les deux peintres y mènent la même vie que les bergers, couchant sur la paille, se nourrissant de lard et de laitage. Ayant fait le plein d'esquisses, de croquis et de toile, l'année suivante, ils déménagent pour se fixer à Monieux, à l'entrée des gorges de la Nesque.

« Pendant une autre saison, ils gagnent le hameau du Ventouret et s'efforcent de reproduire ces tons gris du rocher brûlé par le soleil, sur lesquels s'élèvent, en teintes violentes, le vert des fayards, dominé par la grande nappe bleue du ciel de ces hauteurs. »

De cette fraternelle collaboration sont nées des œuvres comme Les amandiers de Verdolier, la Cueillette de la lavande, le hameau de La Gabelle, Les fayards du Ventouret, le Rocher du Cire, Le vallon de Monieux. Il est considéré avec son frère aîné comme l'un des peintres majeurs du Ventoux.

## Autres œuvres
- Le balcon de Cydalise, d'après Joseph Gayda[6].
- Le Parc huile sur toile.
- Frères des Écoles Chrétiennes.